# بخش سالم (شهرستان جفرسون، اوهایو)
بخش سالم (به انگلیسی: Salem Township) یک منطقهٔ مسکونی در ایالات متحده آمریکا است که در شهرستان جفرسون، اوهایو واقع شده‌است.
 بخش سالم ۹۴٫۷ کیلومتر مربع مساحت و ۳٬۱۴۸ نفر جمعیت دارد و ۳۷۹ متر بالاتر از سطح دریا واقع شده‌است.